# Exometoeca nycteris
Exometoeca là một chi bướm ngày thuộc họ Bướm nâu, thuộc tông Tagiadini trong phân họ Pyrginae.
Đây là chi chỉ chứa một loài là Exometoeca nycteris. Loài thuộc chi trước đây, Exometoeca rafflesia, hiện đã được chuyển sang chi Euschemon.